# Lars Karlsson (handbollsspelare)
Lars Olof "Lasse" Karlsson, född 7 januari 1948 i Göteborg, är en svensk före detta handbollsmålvakt.
Klubbkarriären inleddes i Västra Frölunda IF i Göteborg. Västra Frölunda var under 1970-talet en framgångsrik förening i högsta divisionen, allsvenskan, och spelade oftast i slutspelet. Man förlorade två SM-finaler, 1971 mot SoIK Hellas och 1983 mot IK Heim. I den första var Lars Karlsson nyckelspelare. I slutet av 1970-talet spelade han för Halmstad HP i Halmstad. 1981 spelade han för de allsvenska nykomlingarna GF Kroppskultur.
Karlsson var en del av det svenska landslag som slutade på sjunde plats vid OS 1972 i München. Karlsson spelade fyra matcher i turneringen. Han spelade sedan även VM-turneringar för Sverige. Karlsson spelade 91 landskamper åren 1971–1978 för Sverige och är Stor Grabb.

## Klubbar
- Västra Frölunda IF
- Majornas IK
- SoIK Hellas
- Halmstad HP
- GF Kroppskultur